# Kilemary
Kilemary (in russo Килемары?, in lingua mari orientale Килемар, in mari occidentale Кӹлемар) è un insediamento di tipo urbano, centro amministrativo del distretto Kilemarskij della Repubblica dei Mari, in Russia. Si trova 1,5 km a est del medio corso del fiume Bol'šoj Kundyš. 
Fondata nel 1850, ha ottenuto lo status di insediamento di tipo urbano nel 1984. Nel 2023 contava 3 897 abitanti.